# Walisische Badmintonmeisterschaft 2023
Die Walisische Badmintonmeisterschaft 2023 fand vom 4. bis zum 5. Februar 2023 in Cardiff statt.

## Medaillengewinner
| Disziplin    | Gold                         | Silber                                     | Bronze                           |
| ------------ | ---------------------------- | ------------------------------------------ | -------------------------------- |
| Herreneinzel | Archie Bult                  | Daniel Font                                | William Vaughan                  |
| Herreneinzel | Archie Bult                  | Daniel Font                                | David Jack Wilson                |
| Dameneinzel  | Jordan Hart                  | Saffron Morris                             | Ishasriya Mekala                 |
| Dameneinzel  | Jordan Hart                  | Saffron Morris                             | Aimie Sarah Whiteman             |
| Herrendoppel | Daniel Font William Kitching | Paak Yee Chong Victor Pang                 | Luke Bailey Andrew Salvador      |
| Herrendoppel | Daniel Font William Kitching | Paak Yee Chong Victor Pang                 | Jamie Noble Luke Tanner          |
| Damendoppel  | Saffron Morris Wendy Shen    | Devi Tika Permatasari Aimie Sarah Whiteman | Terrie Dalton Ellen Liddle       |
| Damendoppel  | Saffron Morris Wendy Shen    | Devi Tika Permatasari Aimie Sarah Whiteman | Emily Hung Nerissa Liu           |
| Mixed        | Andrew Oates Saffron Morris  | William Kitching Devi Tika Permatasari     | Scott Oates Aimie Sarah Whiteman |
| Mixed        | Andrew Oates Saffron Morris  | William Kitching Devi Tika Permatasari     | Llwyd Crump Jasmine Owen         |